# Nauka jazdy

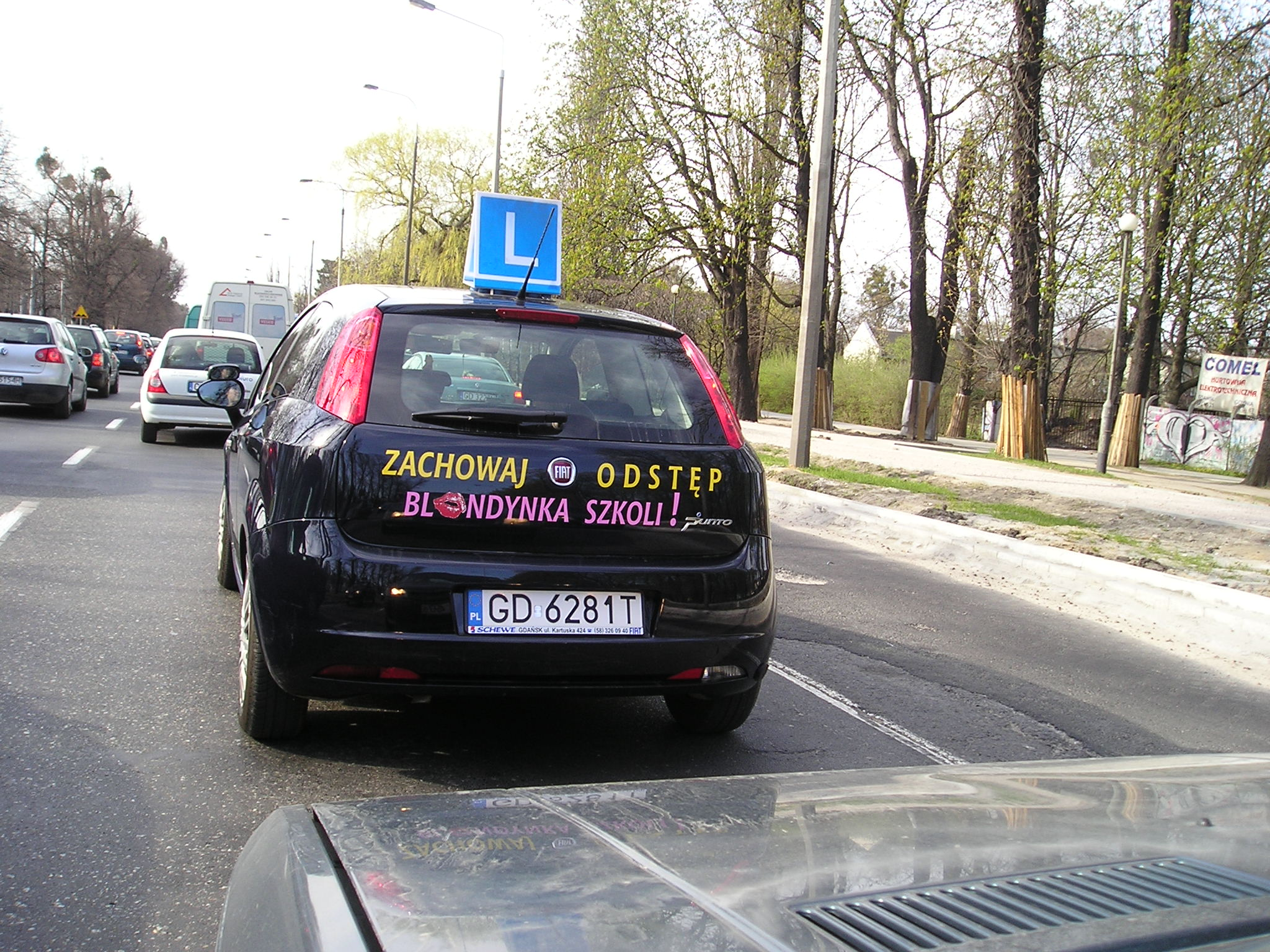
Nauka jazdy samochodem osobowym

Nauka jazdy – element szkolenia osób ubiegających się o uprawnienia do kierowania pojazdami.

## Film i telewizja
- Nauka jazdy (ang. Driving Lessons) – brytyjski film z 2006 roku
- Nauka jazdy – polski serial fabularno-dokumentalny